# Pithecellobium oblongum
Pithecellobium oblongum är en ärtväxtart som beskrevs av George Bentham. Pithecellobium oblongum ingår i släktet Pithecellobium och familjen ärtväxter. Inga underarter finns listade i Catalogue of Life.